# Karel Havlíček (scénograf)
Karel Havlíček, křtěný Karel Jan (25. května 1876 Královské Vinohrady – 30. ledna 1951 Praha), byl český malíř a scénograf.

## Život
Narodil se na Královských Vinohradech u Prahy v rodině úředníka obecní plynárny Josefa Havlíčka a jeho ženy Emílie roz. Čermákové. Po absolvování základního a patrně i středního vzdělání se školil krátce ve Vídni u dvorního malíře Johanna Kautského a poté v letech 1896–1897 na pražské malířská akademii, kde se školil u prof. Julia Mařáka.
V roce 1903 přijal nabídku a následně působil v berlínských státních divadlech pro operu a činohru jako jevištní výtvarník. Zde se mu roku 1907 narodil syn Karel. Během svého působení v Berlíně se setkal s několika výtvarníky, jako například s Cesarem Kleinem, Emilem Pirchanem ml., Panosem Aravantinosem a dalšími.
V roce 1923 se po dvaceti letech vrátil i s rodinou do Čech, usadil se v Praze a záhy nastoupil do Národního divadla jako vedoucí scénograf a šéf malírny.
Karel Havlíček zemřel koncem ledna roku 1949 v Praze a pohřben byl na Olšanských hřbitovech do rodinné hrobky.

## Zastoupení ve sbírkách českých galerií
- Galerie hlavního města Prahy[6]